# Samuel Billison
Samuel Billison fue un indio nativo estadounidense, nacido en la localidad de Ganado (estado de Arizona) el 14 de marzo de 1925 y fallecido en Window Rock el 17 de noviembre de 2004, perteneciente a la tribu de los navajos, que participó en diversas operaciones en la campaña del Pacífico contra el Japón durante la Segunda Guerra Mundial en la que, junto a otros estadounidenses de raza india de las tribus navajo, comanche y otras más, participaron en la puesta en marcha de un código de transmisiones que los japoneses nunca lograron descifrar.

## Actividades previas
Samuel Billison nació el 14 de marzo de 1925 en la localidad de Ganado, en el estado de Arizona, siendo miembro de la tribu navajo.

## Ingreso en el Ejército
Ya en su juventud soñaba con ingresar en el Cuerpo de Marines de los Estados Unidos, por lo que en 1943, al acabar sus estudios primarios, se alistó en el Ejército, donde padeció discriminaciones por su evidente origen indio, delatado por el color de su piel y por las facciones de su rostro.
Puesto que hacia 1942 los japoneses habían logrado sin demasiados problemas romper la protección y descifrar así los códigos secretos de comunicaciones empleados por el Ejército de los Estados Unidos, se hacía necesario construir un nuevo código que evitase el problema. Philip Johnston, un veterano de la Primera Guerra Mundial que ejercía labores como misionero, propuso la creación de un código nuevo, basado en las lenguas indígenas americanas, que resultaban prácticamente desconocidas fuera de la tribu respectiva.
Billison fue uno de los 29 indios navajos que el Ejército adiestró para preparar la puesta en marcha de un código secreto de comunicación radiofónica que resultase indescifrable para los servicios de información japoneses, basado en la lengua navaja, código al que se denominó Código Navajo. Ante la ausencia de nombres en su propio idioma para referirse a los modernos avances tecnológicos, se adaptaron palabras y expresiones de nueva creación, contribuyendo a dotar al código de una impenetrabilidad todavía mayor. Por ejemplo, un avión cazabombardero era un ruiseñor, o un carro de combate una tortuga.
Billison y sus compañeros, tras haber aprendido de memoria el nuevo código, fueron enviados al teatro de operaciones del océano Pacífico, siendo cada uno de ellos a su vez acompañado de un guardaespaldas, que tenía además la misión de impedir que fuesen hechos prisioneros por los japoneses, que de ese modo podrían acceder al código, si era preciso mediante su eliminación física.
En la batalla de Iwo Jima, entre las 6.800 víctimas estadounidenses, perecieron dos de los soldados de origen amerindio que transmitían los mensajes cifrados, pero los japoneses no lograron descifrar ni uno solo de los más de 800 mensajes transmitidos.

## La posguerra
Acabada la guerra, Samuel Billison obtuvo una licenciatura en Derecho, además de un doctorado en Educación, y se dedicó a la labor de reorganizar el sistema educativo en las reservas navajas.
El año 2002 fue uno de los asesores del director cinematográfico John Woo para el rodaje de la película Windtalkers, basada en las experiencias del propio Samuel Billison y de sus compañeros, y que contribuyó a popularizar la labor de estos durante la Segunda Guerra Mundial.
Igualmente, en el año 2002 Samuel y cuatro de sus compañeros que todavía seguían vivos en esa fecha, de los 29 miembros originales de la unidad, fueron condecorados por el Congreso de los Estados Unidos con la Medalla de Honor, una de las más altas condecoraciones militares estadounidenses.
Samuel Billison falleció el 17 de noviembre de 2004 en la localidad de Window Rock.